# John Moresby

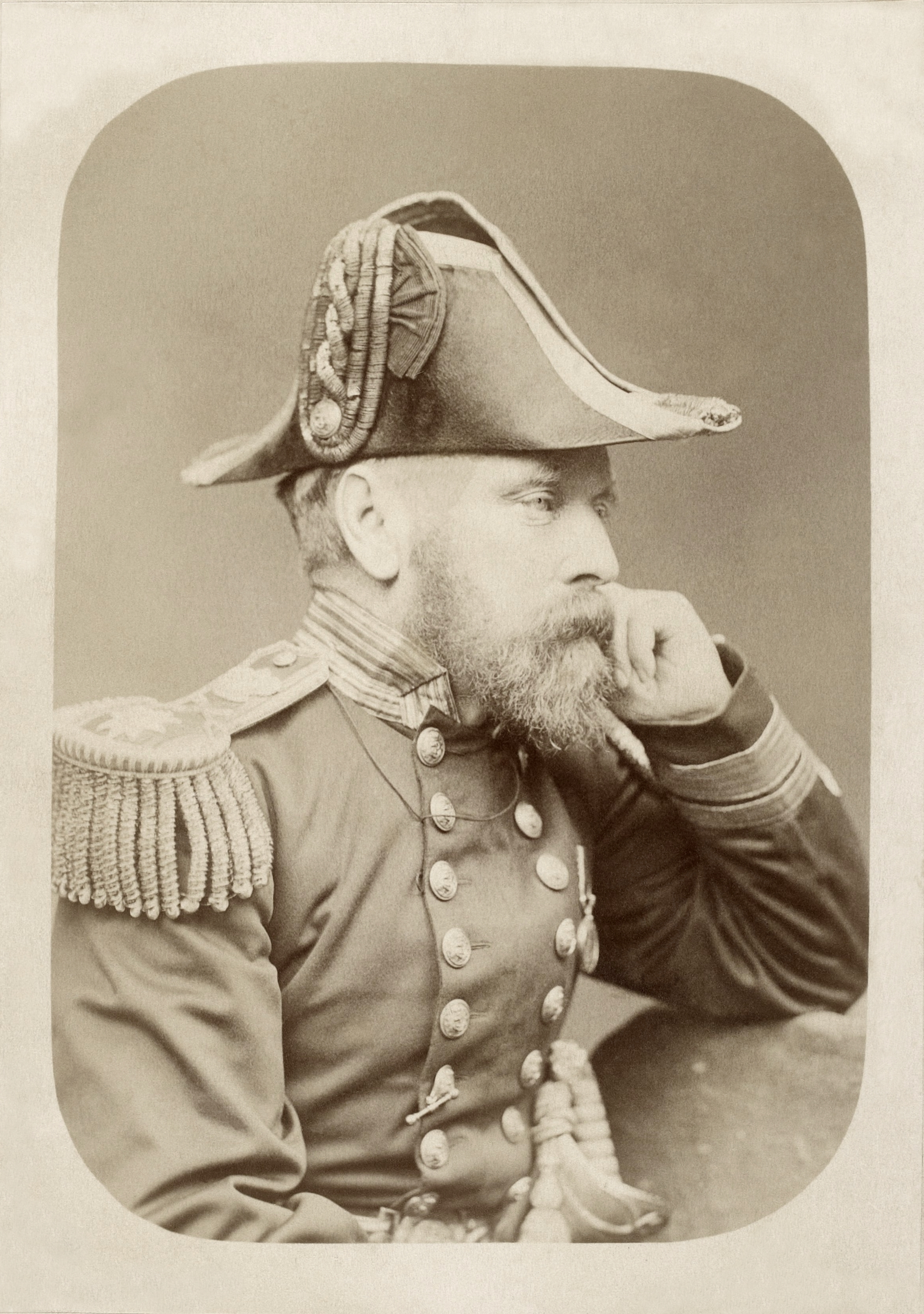
John Moresby

John Moresby, född 15 mars 1830 i Allerford i Somerset, död 12 juli 1922 i Fareham i Hampshire, var en brittisk marinofficer och upptäcktsresande och upptäckte platsen där idag Port Moresby ligger under sina forskningsresor i Nya Guinea.

## Moresbys tidiga liv
Moresby var andre son till Sir Fairfax Moresby, en amiral i brittiska flottan.
Han mönstrade på 1842 som kadett i den brittiska flottan Royal Navy. Åren 1845 till 1849 tjänstgjorde Moresby som "Midshipsman" i Amerika och Medelhavet. Befordrades 1851 till löjtnant varpå han tjänstgjorde i Sydamerika och i Östersjön under Krimkriget.
Moresby gifte sig 1859 med Jane Willis Scott och de fick 5 barn.
Därefter tjänstgjorde han även i Kina en period. Efter utnämningen till kapten 1865 började Moresby med att utarbeta sjökartor utanför Irland.

## Expeditionerna till Nya Guinea
Moresby förflyttades sedan till Australien där han fick befälet över ångbåten "H.M.S. Basilisk". Han genomförde mellan 1871 till 1873 flera forskningsresor kring norra Australien och södra och östra Nya Guinea.
Bland resorna kring Torres sund han upptäckte Saibai Island och Warrior Reefs bland Torressundöarna. Bland resorna till Nya Guinea upptäckte han viken Faifax Harbour där idag Papua Nya Guineas huvudstad Port Moresby ligger. Senare utforskade han Milne Bay-området och D'Entrecasteaux-öarna.
Därefter beordrades Moresby 1874 hem till England och under ett uppehåll på hemfärden i Moluckerna hittade han den saknade ryske upptäcktsresanden Nikolaj Miklucho-Maklaj (eller Nicholas Maclay) på  Ambon-ön.

## Moresbys sena liv
1876 publicerade han sin resedagbok "Discoveries and Surveys in New Guinea". 
Moresby blev 1878 befälhavare över flottanläggningen på Bermuda och utnämndes 1881 till "Rear Admiral". 1888 pensionerades Moresby som "Vice Admiral" (Viceamiral).
1909 publicerade han sin självbiografi "Two Admirals" och levde stillsamt fram till sin död den 12 juli 1922 i Fareham.
Moresbys dotter Elizabeth Louisa Moresby var en under flera pseudonymer känd författare.